# 白翅黄池鹭
白翅黄池鹭（学名：Ardeola ralloides）是一种小型池鹭，长44—47（17—19英寸），其中身体长为20—23（7.9—9.1英寸），翼展80—92（31—36英寸）。它原生于旧世界，繁殖于欧洲南部和大中东。

## 行为
白翅黄池鹭是候鸟，越冬于非洲。这是一个敦实的物种，脖子短，喙短而粗，背部为浅黄褐色。夏季，成鸟脖子羽毛很长。飞行时它的外观有所转变，由于翅膀展开看起来很白。白翅黄池鹭的繁殖栖息地是在温暖的国家沼泽湿地。鸟的领地较小，常与其他涉禽在一起，通常在选择树木的枝杈或灌木。每次产卵3-4枚。它们捕食鱼，蛙和昆虫。